# Clément Daniel
Clément Daniel est un joueur français de volley-ball né le 24 mai 1991 à Montpellier (Hérault). 
Il mesure 1,80 m et joue au poste de libero, en 2009, il fait partie du groupe de l'équipe de France cadet qui remporte le titre de championne d'Europe en 2009, il effectue la préparation au côté notamment de Earvin N'Gapeth ou encore Olivier Ragondet, mais ne sera finalement pas retenu dans la sélection finale.
Après deux saisons passées au Centre National du Volley-Ball, il intègre l'effectif professionnel du Montpellier Volley en 2011, et malgré son jeune âge, sera le titulaire du poste durant toute la saison, disputant vingt-cinq matchs.
En juillet 2012, il s'engage avec le club de l'Avignon Volley-Ball pour une durée de deux saisons.
Il est le fils de l'ancien entraineur de l'équipe de France de volley-ball, Éric Daniel.

## Clubs
| Club            | Pays   | De        | À         |
| --------------- | ------ | --------- | --------- |
| CNVB            | France | 2009-2010 | 2010-2011 |
| Montpellier VUC | France | 2011-2012 | 2011-2012 |
| Avignon VB      | France | 2012-2013 | 2012-2013 |
| Lausanne UC     | Suisse | 2013-2014 | 2015-2016 |
| Volley Amriswil | Suisse | 2016-2017 | 2018-2019 |